# Kit glavač
Kit glavač (znanstveno ime Physeter macrocephalus) je največji predstavnik zobatih kitov in tudi največja živeča zobata žival. Zraste do 18 metrov.
Kit glavač je osrednji lik Melvillovega romana Moby Dick.